# 土蜘蛛

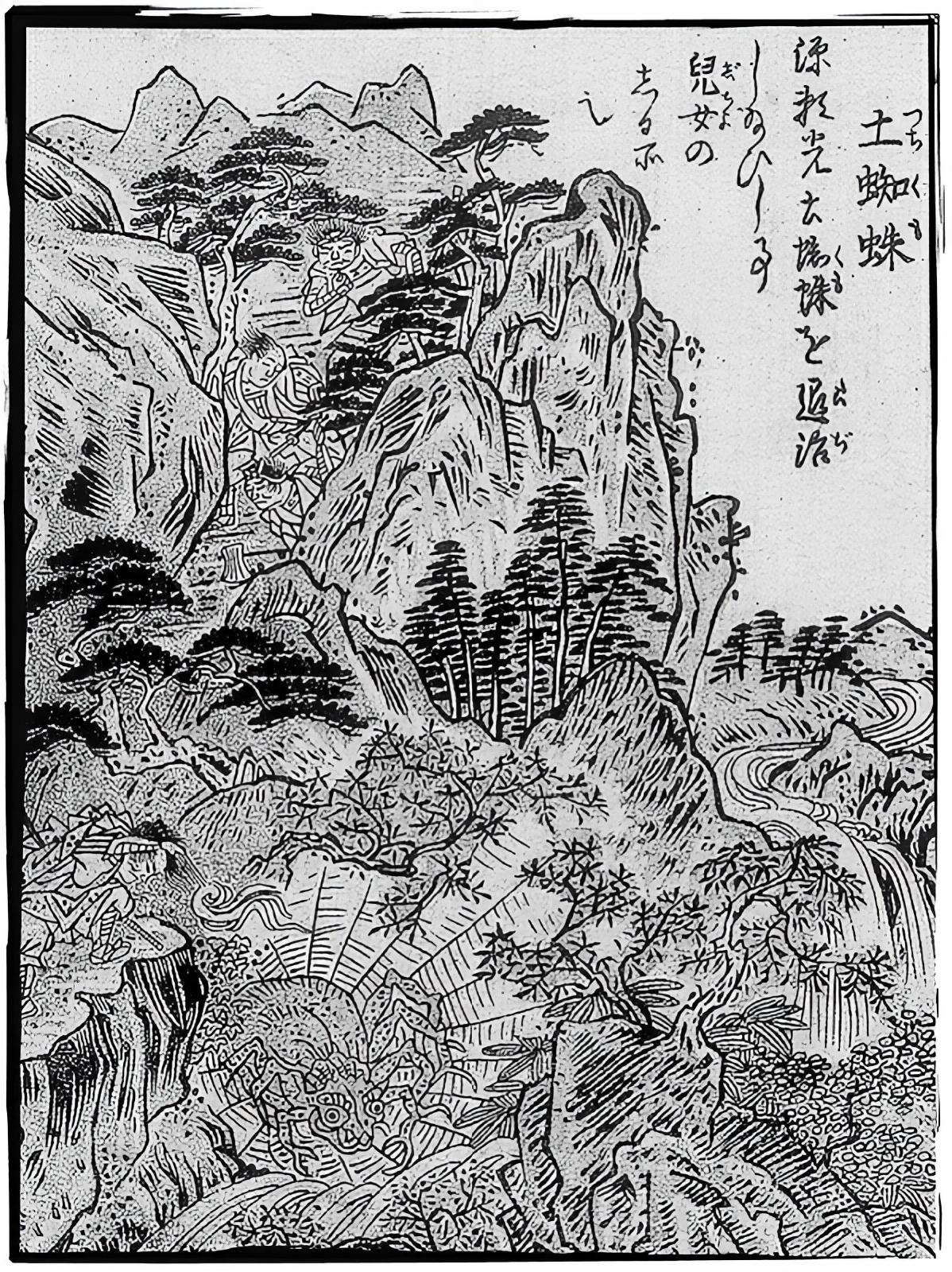
《今昔畫圖續百鬼》中的土蜘蛛，由鳥山石燕繪製

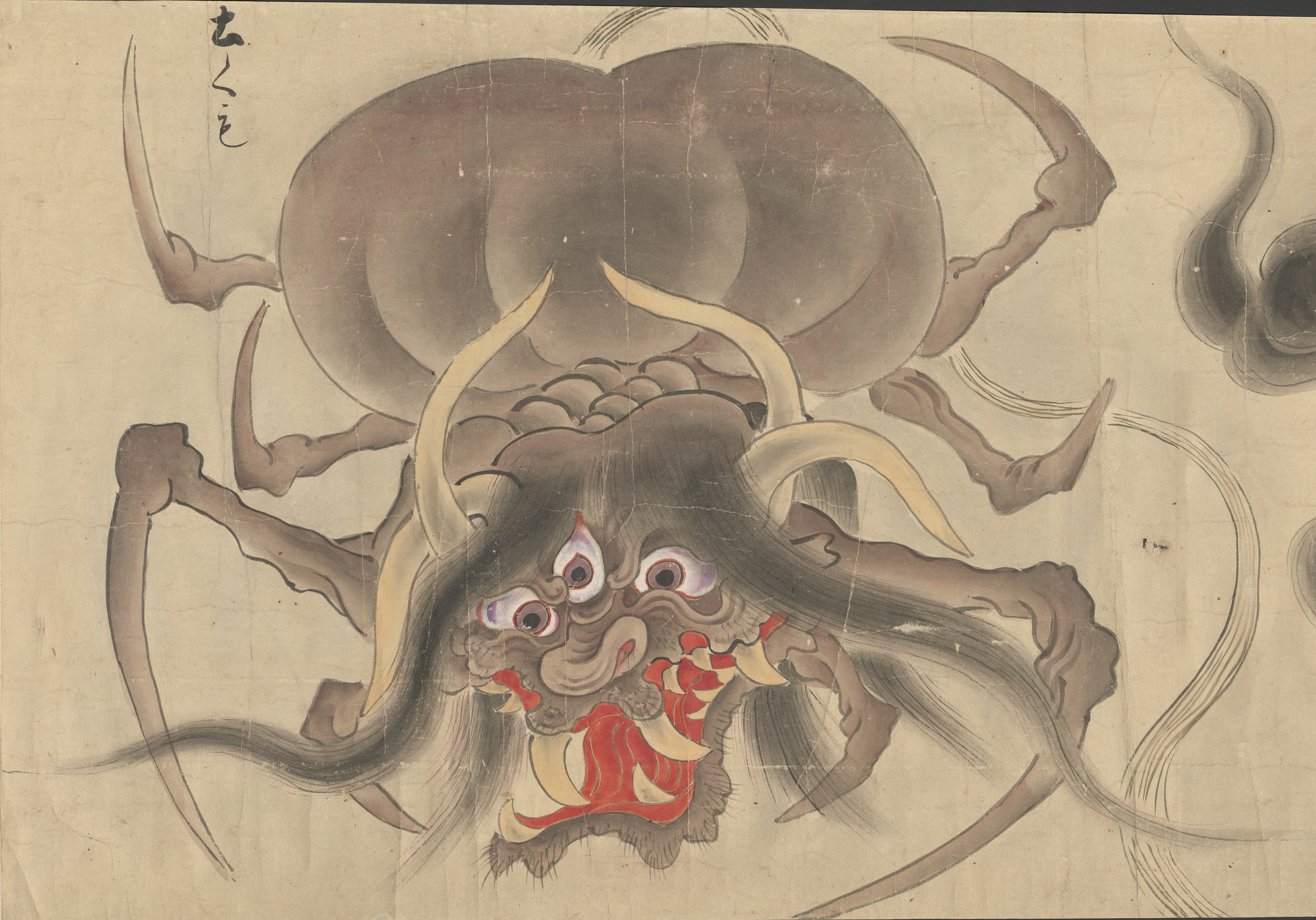
《化物之繪》卷軸中的土蜘蛛，收藏於楊百翰大學，類似牛鬼

土蜘蛛（日语：／ Tsuchigumo），可以指在上古時代的日本中，那些不願意歸順大和王權或天皇的地方土豪，或可指日本傳說中的妖怪。其他土蜘蛛的稱呼包括八握脛、大蜘蛛。在《古事記》與《日本書紀》的記載中，「土蜘蛛」寫作同音的「都知久母」這個詞也記載於陸奧國、越後國、常陸國、攝津國、豐後國、肥前國等地的古風土記中。
在日本，捕鳥蛛科被稱為「大土蜘蛛科」，名稱就是來自於傳說中的土蜘蛛。但日本本土並不存在野生的捕鳥蛛，這些棲息於熱帶的大型地棲性蜘蛛與土蜘蛛外型與行為的相似性僅是巧合；在日本境內行為最接近的蜘蛛為卡氏地蛛。土蜘蛛有時也被形容具有老虎一般的身體，被認為有啟發自中國或東南亞地區的捕鳥蛛，在當地有部分物種的俗名即為「地老虎」，肇因於牠們多毛、有條紋的身體與兇猛的性情。

## 歷史上的土蜘蛛
在古代的日本，曾有些地方原住民的豪傑不願意歸順朝廷，這些人被稱為土蜘蛛。在《古事記》與《日本書紀》的記載中，「土蜘蛛」寫作同音的「都知久母」。

## 妖怪

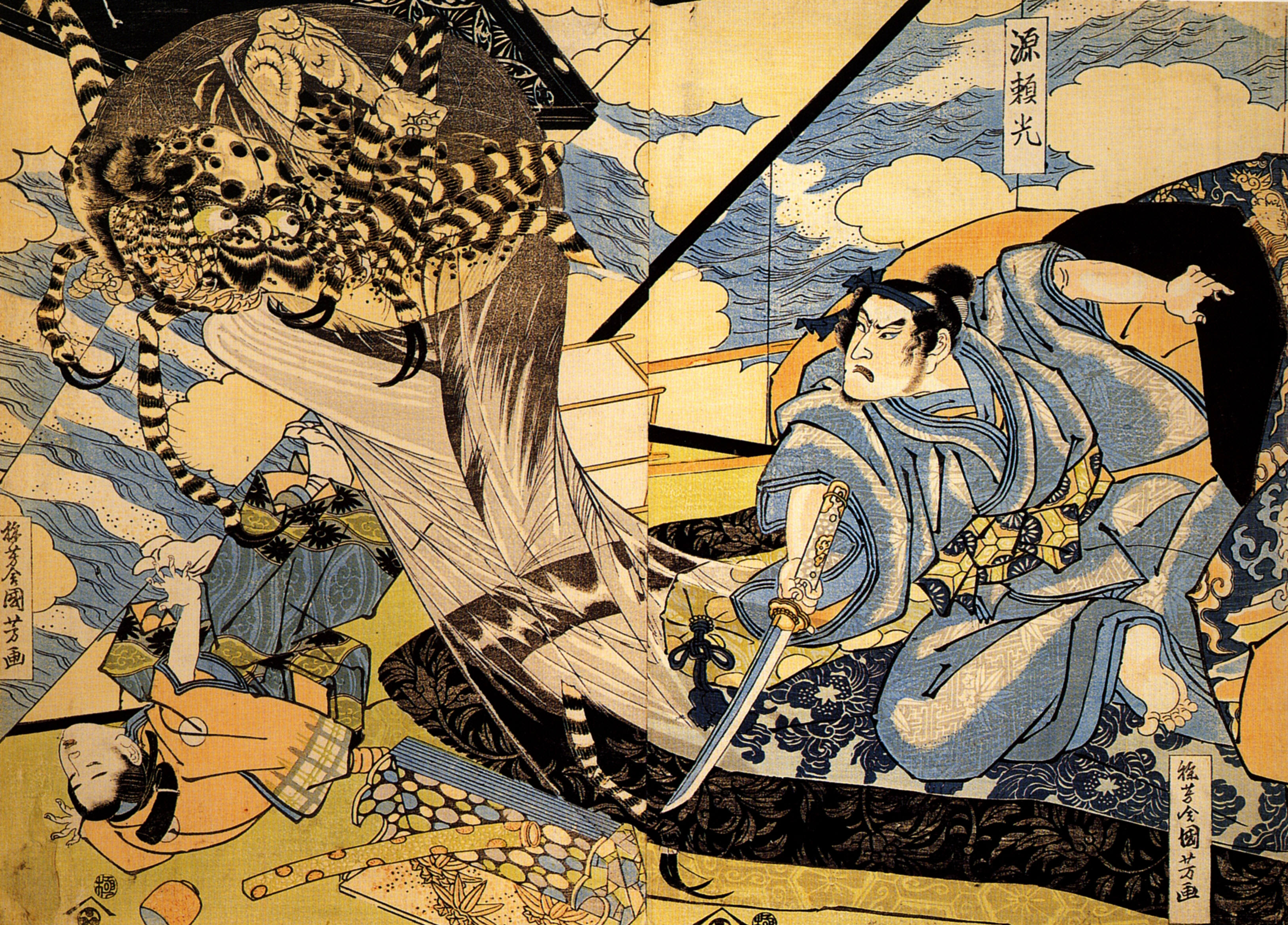
源賴光用其佩刀膝丸砍傷土蜘蛛，原名《源頼光土蜘蛛の妖怪を切る図》，由歌川國芳於日本文政時期前期時繪製，完整浮世繪還包含有另外2張圖

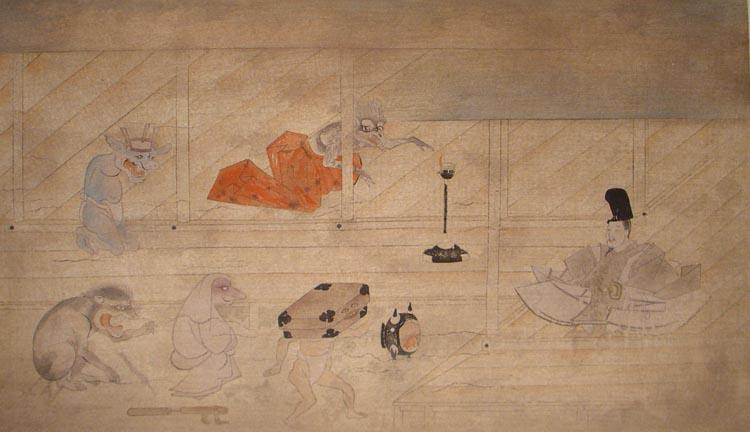
《土蜘蛛草紙》中，源賴光來到了一座充滿著妖怪的古厝

到了日本歷史中的鎌倉時代、室町時代與安土桃山時代（約為12世紀早期至17世紀早期）時，土蜘蛛逐漸改成用來形容體型異常巨大的蜘蛛。
對於土蜘蛛的敘述最早多半出自於鎌倉時代軍紀物語的《平家物語》（原稱《平曲》，又稱作《平家琵琶曲》），《平家物語》最早是透過由當時的琵琶藝人傳頌，在之後才被撰寫成冊，並延伸出許多不同的變體，包括《源平盛衰記》及《平家劍卷》。其中有段故事提到了源賴光與土蜘蛛之間的對峙，這段描述在之後時常被做為繪畫的主題；源賴光因瘧疾而躺在床上時，床邊出現了一名身高2.1公尺的怪僧，手上纏著蜘蛛絲準備要攻擊他，此時賴光因察覺殺氣而驚醒，拿起放在枕邊的「膝丸」就向來者砍去，僧人隨即逃逸無蹤。在這之後賴光領著賴光四天王循著血跡來到了北野神社，在神社後的大塚中發現了1.2公尺長的山蜘蛛（即土蜘蛛），並用鐵叉擊殺了牠，將屍體晾於河岸邊，賴光的瘧疾也因此而痊癒。在這之後，源賴光將其佩刀重新命名為「蜘蛛切」。
之後一些作品如14世紀的繪卷物《土蜘蛛草紙》與15世紀的能劇《土蜘蛛》中也有關於土蜘蛛的敘述，包括提到了源氏家族的祖先、西元10世紀著名的將軍－源賴光，是如何擊敗一隻巨大的蜘蛛妖怪，又被稱為「土蜘蛛」或「山蜘蛛」。賴光帶著家臣渡邊綱前往京都北山的蓮台野時，在這裡遇到飛於空中的骷髏，賴光追逐它們並發現了一棟古厝，並於古厝中與各種妖怪奮戰。直到黎明時分，出現了一名美麗的女子，賴光揮刀一砍，女子的身影立即消失無蹤，留下了一道血跡。賴光一行人追隨著血跡來到了一座深山的洞窟中，在這裡發現了一頭巨大的山蜘蛛，在殺死了這頭妖怪後，於牠的腹部內發現了1,990個顱骨，並從體側爬出了許多小蜘蛛，除此之外於巢穴中還發現了約20個小顱骨。
《土蜘蛛草紙》中還包含了一段圖文不符的描述，文字中提到了源賴光與渡邊綱擊倒了一隻18公尺長的巨大妖怪，並在這之後發現是一頭巨大的蜘蛛，然而圖片所描繪的卻是他們在與兩頭外表形似牛頭馬面的鬼作戰，可能的解釋是－這兩頭鬼是由土蜘蛛幻化而成，一如前面所提到的怪僧及美麗女子。

## 大眾文化
- 鬼太郎
- 妖怪醫生
- 妖怪少爺
- 元氣少女緣結神
- 妖怪旅館營業中
- 東方地靈殿 ～ Subterranean Animism.：黑谷 山女
- 神魔之塔
- 妖怪手錶
- 食之契約
- 手裏劍戰隊忍忍者
- 仁王2

## 延伸閱讀
- Asiatic Society of Japan. Transactions of the Asiatic Society of Japan: Volume 7. The Society. (1879)
- Aston, William George. Shinto: the way of the gods. Longmans, Green, and Co. (1905)
- Brinkley, Frank and Dairoku Kikuchi. A history of the Japanese people from the earliest times to the end of the Meiji era. The Encyclopædia Britannica Co. (1915)
- Horne, Charles Francis. The Sacred books and early literature of the East. Parke, Austin, and Lipscomb: (1917)
- Oyler, Elizabeth. "The Nue and Other Monsters in Heike Monogatari." Harvard Journal of Asiatic Studies 68, no. 2 (2008): pp. 1-32. Accessed May 24, 2020. www.jstor.org/stable/40213671.
- Reider, Noriko T. "Tsuchigumo Sōshi: The Emergence of a Shape-Shifting Killer Female Spider." Asian Ethnology 72, no. 1 (2013): pp. 55-83. Accessed May 24, 2020. www.jstor.org/stable/41958916.
- Reider, Noriko T. "A Tale of an Earth Spider (Tsuchigumo Zōshi): The Emergence of a Shape-Shifting Killer Female Spider." In Seven Demon Stories from Medieval Japan, 62-86. Boulder, Colorado: University Press of Colorado, 2016. www.jstor.org/stable/j.ctt1g04zg4.6.
- Reider, Noriko T. Japanese Demon Lore: Oni, From Ancient Times to the Present. Logan, Utah: Utah State University Press, 2010. pp. 165-169 (two examples of Tsuchigumo in modern media).
- RODRÍGUEZ, AMAURY A. GARCÍA. "ITINERARIOS DE UNA APROPIACIÓN CRÍTICA: RAIKŌ Y LA ARAÑA DE TIERRA." Estudios De Asia Y Africa 45, no. 3 (143) (2010): 535-65. Accessed May 24, 2020. www.jstor.org/stable/25822400.
- Studio international, Volume 18. Studio Trust. (1900)
- Takeuchi, Melinda. "Kuniyoshi's "Minamoto Raikō" and "the Earth Spider": Demons and Protest in Late Tokugawa Japan." Ars Orientalis 17 (1987): 5-38. Accessed May 24, 2020. www.jstor.org/stable/4629355.
- Trench, K. Paul. Nihongi: chronicles of Japan from the earliest times to A.D. 697: Volume 1. The Society. Trübner. (1896)